# Havravikssjön
Havravikssjön är en sjö i Eksjö kommun i Småland och ingår i Emåns huvudavrinningsområde. Sjön är 8 meter djup, har en yta på 0,444 kvadratkilometer och är belägen 195,1 meter över havet. Sjön avvattnas av vattendraget Emån.

## Delavrinningsområde
Havravikssjön ingår i det delavrinningsområde (638792-145121) som SMHI kallar för Utloppet av Havravikssjön. Avrinningsområdets medelhöjd är 198 meter över havet och ytan är 1,68 kvadratkilometer. Räknas de 38 delavrinningsområdena uppströms in blir den ackumulerade arean 472,18 kvadratkilometer. Delavrinningsområdets utflöde Emån mynnar i havet. Delavrinningsområdet består mestadels av skog (17 procent), öppen mark (11 procent) och jordbruk (43 procent). Avrinningsområdet har 0,39 kvadratkilometer vattenytor vilket ger det en sjöprocent på 23,3 procent.